# Age of Love (canción)
«Age of Love» es el tema del grupo homónimo de 1990 y está considerado como la primera producción de música trance.
Fue publicado como sencillo el 19 de marzo por el sello belga Diki Records,   y fue producido por Bruno Sanchioni y Giuseppe Cherchia de Italia, con vocales de Karen Mulder
En 1992, fue remezclado por Jam & Spoon y obtuvo más popularidad que la pista original. Posteriormente también han hecho remixes del tema artistas como Paul Van Dyk, y Garry Creen. A día de hoy, la pista continúa siendo remezclada y presentada en recopilaciones. En 2007, ''Discogs'' había catalogado un total de 73 publicaciones conocidas, y 346 apariciones en recopilaciones. 
Sanchioni Y Cherchia solo realizaron esta producción bajo el nombre ''Age of love''; Sanchioni continuaría produciendo y posteriormente formaría parte de B.B.E..

## Canciones
Sencillo: The Age Of Love (Original Versions) (1990) 
- «The Age Of Love» (Radio Versión) (3:48)
- «The Age Of Love» (Flying Mix) (5:55
- «The Age Of Love» (New Age Mix) (5:05)
- «The Age Of Love» (Boeing Mix) (5:05)

Sencillo: The Age Of Love (The Jam & Spoon Mixes) (1992) 
- «The Age Of Love» - Watch Out For Stella Club Mix (6:48)
- «The Age Of Love» - Sign Of The Time Mix (6:58)
- «The Age Of Love» - OPM Mix (6:53)
- «The Age Of Love» - New Age Mix (5:06)
- «The Age Of Love» - Boeing Mix (5:06)